# Ньюмба-я-Мунгу (ГЭС)
Ньюмба-я-Мунгу – действующая гидроэлектростанция в Танзании, в области Килиманджаро. ГЭС расположена у подножия одноимённого водохранилища на реке Пангани.
Станция является частью гидросистемы Пангани, которая также включает ГЭС Пангани-Фоллс и Хале. Формальное открытие станции состоялось в 1969 году, при этом водохранилище было построено в 1965 году. Строительство плотины и гидроэлектростанции было совмещено с расширением сетей в регионе.  

## Проблема пересыхания
Как и весь регион, станция испытывает большие проблемы в связи с пересыханием водоёмов. По данным IUCN из-за нехватки воды станция работает на 30 % своей мощности.
В 2003 году японские учёные опубликовали доклад, в котором рассмотрели различные аспекты уменьшения уровня воды в реках и водохранилище, а также возможности решения проблемы. В частности учёные пришли к выводу, что из двух основных рек, впадающих в водохранилище, река Руву намного сильнее подвержена пересыханию, в то время как река Кикулетва пересыхает реже и может быть использована для наполнения бассейна реки Руву.

## Экология

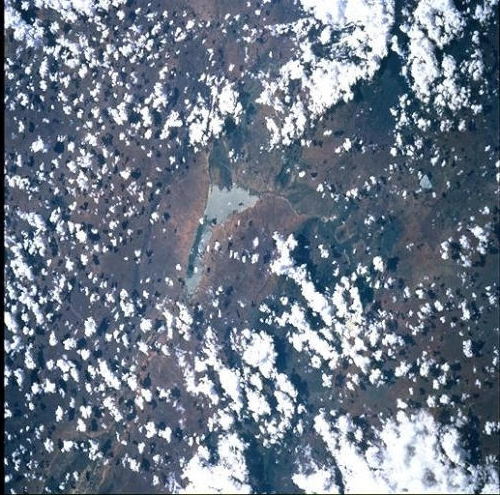
Водохранилище, вид из космоса

Компания TANESCO утверждает, что основной целью строительства дамбы было создание водохранилища. Водохранилище имеет большое значение для рыболовства в регионе, а также для полива сельскохозяйственных земель.
Вместе с тем, по мнению организации Earth Report строительство дамбы велось исключительно ради электрических мощностей и местные проблемы, связанные в частности с окружающей средой, в рассмотрение не брались. Строительство дамбы и водохранилища привело к изменению природного ландшафта, что отразилось на местных жителях и привело к конфликтам и трениям среди них по вопросу использования территорий. Для урегулирования ситуации и решения проблем с использованием воды из водохранилища была создана организация Pangani Basin Water Office.